# 무릉초등학교 (제주)
무릉초등학교는 대한민국 제주특별자치도 서귀포시 대정읍에 있는 공립 초등학교이다.

## 학교 연혁
- 1940년 5월 7일: 무릉공립국민학교 설립인가
- 1999년 3월 1일: 무릉초·중학교 통합 개교
- 1999년 12월 22일: 우수시설학교 교육부장관상 수상
- 2007년 7월 23일: 서귀포시교육청 교육혁신 최우수학교 표창
- 2008년 12월 26일: 교육과학기술부 100대 교육과정 우수학교 표창
- 2010년 3월 1일: 학력 향상 중점 자율학교 지정
- 2011년 1월 18일: 학력 향상 최우수학교 표창
- 2013년 1월 30일: 2012 학교 평가 최우수 표창
- 2013년 3월 1일: 교육부 지정 학생 뮤지컬 학교 지정
- 2013년 3월 1일: 양성 평등 선도학교 지정
- 2015년 3월 1일: 제주형자율학교 다혼디배움학교 지정
- 2015년 3월 1일: 제9대 김규중 교장 부임 (초·중)
- 2018년 1월 31일: 제73회 졸업식 (졸업생 16명, 총 2811명)
- 2018년 3월 1일: 제주형 자율학교 다혼디배움학교 지정 운영 (4년차)

## 참고 자료
- 무릉초등학교 - 한국교육학술정보원 학교알리미